# William Gadsby
William Gadsby (1773-1844) était un pasteur chrétien baptiste réformé et auteur britannique.

## Biographie

### Ministère
De 1805 à 1844, il a été pasteur d'une église baptiste réformée à Manchester . Il parcourut 96 561 km, la plupart à pied et prêcha jusqu'à 12 000 sermons. Il a influencé l'installation de 40 nouveaux lieux de culte.
Il compila une sélection de cantiques incluant un grand nombre de ses compositions et l'entière collection des cantiques de  Joseph Hart qu'il publia dans un recueil de chants évangéliques, "Une sélection d'hymnes pour le culte public", en 1814 à Manchester . Son hymne le plus connu est « Les honneurs immortels ».
Avec son fils John, il lança en 1835 le magazine Gospel Standard et fut son premier rédacteur[réf. nécessaire].
John créa aussi un autre magazine appelé Friendly Companion qui débuta en 1857 et est toujours en circulation aujourd'hui[réf. nécessaire].